# 张克让 (1919年)
张克让（1919年—），男，山西洪洞人，中华人民共和国政治人物，曾任河北省革命委员会副主任，河北省人民政府副省长，河北省人大常委会副主任。